# Kościół św. Michała Archanioła w Cześnikach
Kościół św. Michała Archanioła w Cześnikach – katolicki kościół w Cześnikach, wzniesiony w 1898 jako cerkiew prawosławna. 

## Historia

### Okres unicki
Parafia prawosławna została utworzona w Cześnikach po likwidacji unickiej diecezji chełmskiej w 1875, na jej potrzeby zaadaptowano dawną cerkiew unicką. W 1898 na miejscu opisywanego obiektu wzniesiono nową cerkiew prawosławną. Parafia tego wyznania działała w dwudziestoleciu międzywojennym w ramach dekanatu tomaszowskiego. Została zlikwidowana w 1944 (po wysiedleniach ukraińskiej ludności wyznania prawosławnego). 

### Okres katolicki
W 1945 ks. Franciszek Zawisza dokonał powtórnej konsekracji budynku. W 1950 przeprowadzony został remont dachu obiektu, zaś w latach 1972-1973 - renowacja wnętrza i wieży. W 1983 dostawiono zakrystię, zaś dziesięć lat później - dzwonnicę. 
Budynek wzniesiony został w rosyjsko-bizantyńskim na planie krzyża. Ponad przedsionkiem wznosi się wieża. Na wyposażeniu kościoła jest ołtarz główny z obrazem św. Michała Archanioła wykonanym w 1958 oraz dwie ludowe rzeźby Alberta Chmielowskiego i Maksymiliana Kolbego.